# 悶憮乱の女 〜ふしだらに濡れて〜
『悶憮乱の女 〜ふしだらに濡れて〜』（もんぶらんのおんな ふしだらにぬれて）は、2020年3月20日に公開された日本の映画作品。

## 概要
うかみ綾乃の小説『モンブランを買う男』（Aube Books）を原作に髙原秀和が脚本、監督。脚本には加えて村上虹郎、広瀬アリス主演『銃』（武正晴監督）で第3回シャルム・エル・シェイクアジアン映画祭の最優秀脚本賞を受賞した宍戸英紀が加わる。撮影日数は3日間。
2020年6月5日より上野オークラ劇場で1週間再上映。
2020年10月の「OP PICTURES+フェス2020」ではR15+指定作品に再編集され『モンブランの女』のタイトルで上映される。DVDパッケージもR15編集の『モンブランの女』として発売。

## ストーリー
一児の母、玲子の日常は家とバイト先のコンビニを往復するだけ。そんな彼女にも一つだけ気になることがある。それはいつも昼に弁当と一緒にモンブランケーキを購入する作業員のことだ。バイト仲間の間で彼を「モンブランさん」と呼ぶようになっていたが、ある日、河川敷で集団暴行を受けている「モンブランさん」を見かけ、救い出す。
「モンブランさん」は家庭を持っていたものの会社に横領を告発された過去を持っていた。一方、玲子も離婚して子供と会えない日々を送る過去を持っていた。

## キャスト
高梨玲子
演‐奥田咲
コンビニの店員。
秋元
演‐那波隆史
コンビニでモンブランを買う男。
望月明日香
演‐涼南佳奈
コンビニの店員。
松本早紀
演‐加藤絵莉
通称：サキ。
兼崎和也
演‐小滝正大
コンビニ店長
田辺洋太
演‐細川佳央
通称：田辺
猪飼利寿
演‐稲田錠
秋元の同僚
松井和己
演‐柳沼宏孝
秋元の同僚
坂井
演‐山岡竜生
刑事

## スタッフ
- 監督・編集：髙原秀和
- 脚本：宍戸英紀、髙原秀和
- 原作：うかみ綾乃『モンブランを買う男』
- 音楽：野島健太郎
- 撮影：下山天
- 照明・撮影アシスト：田宮健彦
- 録音：田中仁志
- 助監督：森山茂雄、菊嶌稔章
- メイク：三田めぐみ
- スチール：本田あきら
- 協力：末永賢、高橋祐太、木原伸夫
- 仕上げ：東映ラボ・テック
- 制作：ラブパンク
- 提供：オーピー映画